# 世界樹

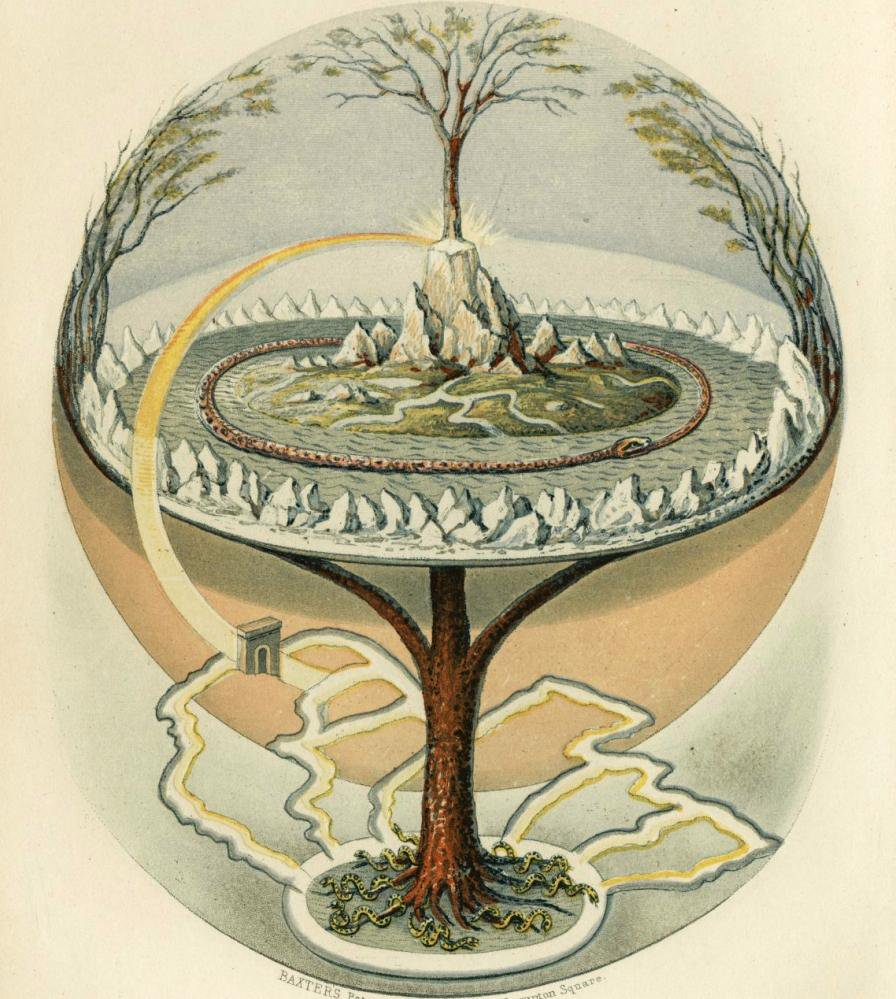
1847年に出版されたスノッリのエッダの英語訳版の挿絵（ユグドラシル、Oluf Olufsen Bagge画）

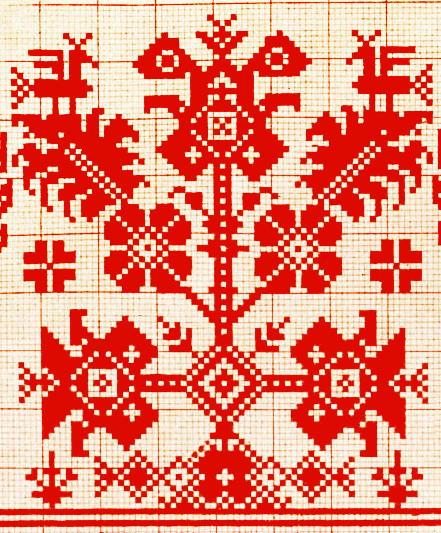
古代ロシアの装飾品に描かれた世界樹

世界樹（せかいじゅ、World tree）とは、インド・ヨーロッパ、シベリア、ネイティブアメリカンなどの宗教や神話に登場する、世界が一本の大樹で成り立っているという概念、モチーフ。世界樹は天を支え、天界と地上、さらに根や幹を通して地下世界もしくは冥界に通じているという。
世界樹神話の例として、ハンガリー神話のアズ・エーギグ・エーレ・ファ、テュルク神話のアアチュ・アナ、モンゴル神話のモドゥン、ゲルマン神話（北欧神話を含む）のユグドラシルやイルミンスール、スラヴ神話・フィンランド神話・バルト神話のオーク、ヨルバ神話のイロコ、中国神話の建木、ヒンドゥー神話のアクシャヤヴァタ（インドボダイジュ）などを挙げることができる。 

## 北欧神話
北欧神話では、13世紀の古エッダやスノッリのエッダで既に世界樹ユグドラシルが言及されている。どちらにおいても、ユグドラシルは巨大なトネリコの樹であり、世界の中心に生える神聖なものであるとされている。ユグドラシルの枝は遥か天高く伸び、それを支える3つの根ははるか遠い世界へと繋がって、それぞれウルズの泉、フヴェルゲルミル、ミーミルの泉に至る。アース神族は毎日ウルズの泉で法廷を開く。ユグドラシルの中では、シカ、ダーイン、フレースヴェルグ、ラタトスク、ニーズヘッグといった生き物たちが暮らしている。学術的には、ユグドラシルという語はミーミルの樹、 レーラズ、ウプサラの聖樹との関係が指摘されている。

## シベリア文化
北アジアやシベリアの神話・民話にも、世界樹が登場するものがある。サモイェードの神話では、世界樹はこの世界と地下世界、より上方の世界を接続する役割を果たしている。また世界樹は、サモイェードのシャーマンたちに太鼓を与え、彼らが異世界を旅する手助けをしている母なる自然のシンボルでもある。
またモンゴル系民族やテュルク系民族のテングリ信仰の中にも、世界樹のシンボルが含まれていることがある。
また、朝鮮半島三国時代初期の新羅では、周辺国では見られない樹状のデザインの冠が用いられた。このことは、世界樹観念を持つシベリア、またより西方世界と新羅王国の関係性を推測する説の根拠の一つとなっている。

## メソアメリカ文化
先コロンブス期のメソアメリカ文化における宇宙論では、世界樹は重要なモチーフとなっている。マヤ文明のパレンケ遺跡にある十字架の神殿は、マヤ遺跡の中でも世界樹が建築の参考とされたものとして特に研究が進んでいる遺跡である。世界樹は四方位で具現化され、さらに中心に四重世界の中央世界樹が存在しており、これが地下世界の平原と地上世界、天界を結ぶ世界軸となっている。各方角や中央に世界樹を置く図像は、マヤ文明、アステカ、イサパ、ミシュテカ、オルメカなど数々のメソアメリカ文化圏で、少なくとも編年中の形成期中期・後期以降に共通して登場するイメージである。マヤ文明において、チラン・バラムによれば世界樹はセイバの木に比定されている。また木の幹は立ちあがったカイマン（ワニ）の棘だらけの胴で表されることもある。また各方角の木はメソアメリカ暦内の4つのイヤーベアラー、方角色、神々と関連している。ドレスデン絵文書、ボルジア絵文書、フェイェールヴァーリ・マイヤー絵文書といったコデックスにも、こうしたシステムの概説が載っている。実際にメソアメリカの遺跡や儀式の中心では四方に木が植えられていたと考えられている。
世界樹は、その枝に鳥をのせ、根が地面もしくは水中へ延びる形で描かれていることが多い。また地下世界のシンボルである水の怪物の上に描かれることもある。また中央の世界樹は天の川を描いたものであるという解釈もされている。イサパ第5石碑にも、世界樹の描写がみられる。
アメリカ大陸土着の文化の多くに共通して「指向性」をもったテーマがみられるが、垂直方向の指向性を示すものとして世界樹がたびたび登場する。ただし、それが何の木であるかまでは統一されておらず、その文化圏のおかれた自然環境によってさまざまである。温帯ではトウヒ属の樹木に比定されることが多く、それ以外ではセイバの木を取り上げる地域もある。いずれにせよ、世界樹が宇宙論的な各方角の地を結び付けているという概念はおおむね一致している。

## その他の文化

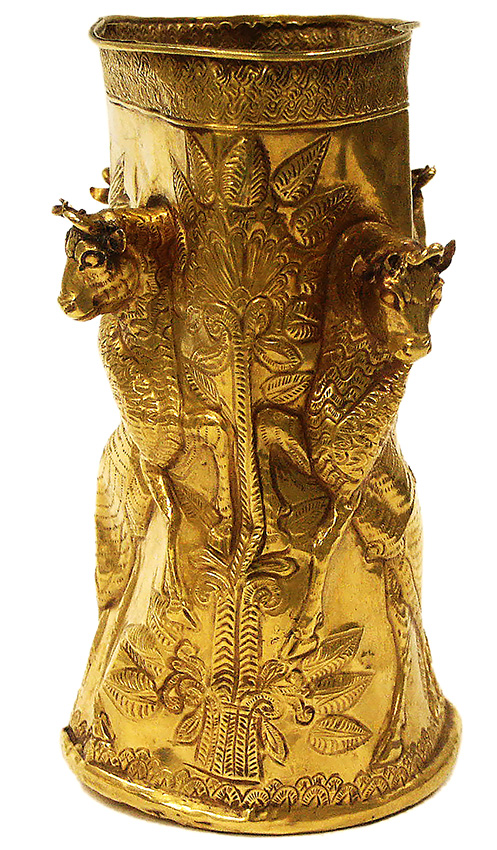
イラン・Marlikで発掘され、イラン国立博物館に所蔵されているリュトン。2頭の翼をもった雄牛が世界樹を守護している。

ペルシャ神話では、ガオケレナとも呼ばれるハオマの木が宇宙の生命の存続を保証する樹木であるとされている。また治癒の特性を持つバス・トフマクという別の世界樹はすべてのハーブの種を記憶し、悲しみをうち破るという。イランの芸術では、世界樹は一般的なモチーフとなっている。
ラトビア神話でも、夜明けの木 (ラトビア語: Austras koks)と呼ばれる世界樹が信仰の中の重要な位置を占めている。
南アジアでは、アシュヴィッタやカルパヴリクシャ (願望成就の木)の信仰が色濃く残存している。
旧イギリス領インド発祥の新宗教ブラーマ・クマリスにおいては、世界樹は「カルパの木」もしくは「人類の木」として描かれる。創始者のブラーマ・ババ（ダダ・レクラージ）と彼の信者たちは世界樹の根として表現され、幹が引き裂かれ他の宗教の創始者たちが現れるまで生神として2500年間を楽園で過ごす。最後には宗教の分裂やカルトやセクトが小枝として出現し、鉄の時代の終わりを迎えるとしている。

## 進化生物学
一部の学者は、進化生物学の観点から、世界樹という概念が人類の思考の中に元から備わっている可能性を指摘している。というのも、人類の祖先は約6000万年にわたり樹上で生活しており、その時代の彼らにとっては木々こそが世界のすべてであったと考えられるからである。そのため、この世界は巨大な木で出来ているのだという集合的無意識が、現在の我々に至るまで残っているのだというものである。